# Andre McCarter
Andre Eugene McCarter (Filadelfia, Pensilvania, 25 de agosto de 1953) es un exjugador de baloncesto estadounidense que disputó tres temporadas en la NBA, además de jugar dos más en la CBA. Con 1,91 metros de estatura, jugaba en la posición de base. Es hermano del también exjugador profesional Willie McCarter.

## Trayectoria deportiva

### Universidad
Jugó durante tres temporadas con los Bruins de la Universidad de California en Los Ángeles, en las que promedió 6,9 puntos y 1,9 rebotes por partido. En 1975, siendo el base titular del equipo, ayudó a conseguir a los Bruins el que sería décimo título de campeones de la NCAA, el último de la era de John Wooden.

### Profesional
Tras ser elegido en la octava ronda del Draft de la NBA de 1975, decidió contiunuar un año más en la universidad, siendo elegido en la octogésimo novena posición del Draft de la NBA de 1976 por Kansas City Kings, donde jugó una temporada como suplente, en la que promedió 4,6 puntos y 1,7 asistencias por partido.
Nada más comenzar la temporada siguiente, fue despedido. fichando entonces por los Rochester Zeniths de la CBA, donde en su primera temporada fue sin duda el hombre del campeonato, ganando todos los títulos posibles: Jugador del Año, Novato del Año, MVP del All-Star Game y proclamándose además campeón con su equipo.
En 1980 fichó como agente libre un contrato por diez días con los Washington Bullets, que finalmente sería renovado para el resto de la temporada. Jugó con ellos 43 partidos, en los que promedió 2,8 puntos y 1,7 asistencias.

## Estadísticas de su carrera en la NBA

### Temporada regular
| Temporada | Edad | Equipo             | Liga | P   | TIT | MIN  | TC  | TCA | %TC  | 3P  | 3PA | %3P  | TL  | TLA | %TL  | R.OF. | R.DEF. | REB | ASIS | ROB | TAP | PER | FP  | PTS |
| 1976-77   | 23   | Kansas City Kings  | NBA  | 59  |     | 12.3 | 2.0 | 4.4 | .463 |     |     |      | 0.5 | 0.8 | .711 | 0.3   | 0.7    | 0.9 | 1.7  | 0.4 | 0.0 |     | 1.1 | 4.6 |
| 1977-78   | 24   | Kansas City Kings  | NBA  | 1   |     | 9.0  | 0.0 | 2.0 | .000 |     |     |      | 0.0 | 0.0 |      | 0.0   | 1.0    | 1.0 | 0.0  | 0.0 | 0.0 | 0.0 | 1.0 | 0.0 |
| 1980-81   | 27   | Washington Bullets | NBA  | 43  |     | 10.4 | 1.2 | 3.1 | .378 | 0.0 | 0.2 | .250 | 0.4 | 0.6 | .750 | 0.4   | 0.5    | 0.9 | 1.7  | 0.3 | 0.0 | 0.6 | 0.8 | 2.8 |
| Total     |      |                    | NBA  | 103 |     | 11.5 | 1.7 | 3.8 | .431 | 0.0 | 0.2 | .250 | 0.5 | 0.7 | .725 | 0.3   | 0.6    | 0.9 | 1.7  | 0.4 | 0.0 | 0.5 | 1.0 | 3.8 |